# Ingo Weißenborn
Ingo Weißenborn (ur. 29 listopada 1963 w Bernburgu) – niemiecki szermierz, florecista, brązowy medalista olimpijskich i czterokrotny medalista mistrzostw świata.
Na igrzyskach olimpijskich w Barcelonie w 1992 roku reprezentacja Niemiec w składzie: Udo Wagner, Ulrich Schreck, Thorsten Weidner, Alexander Koch i Ingo Weißenborn zwyciężyła w zawodach drużynowych. Był to jego jedyny start olimpijski.
Podczas mistrzostw świata w Sofii w 1986 roku wspólnie z Jensem Howe, Udo Wagnerem, Adrianem Germanusem i Arisem Enkelmannem zdobył brązowy medal w zawodach drużynowych. W tej samej konkurencji zdobywał następnie złoty medal na mistrzostwach świata w Essen (1993) oraz srebrny podczas mistrzostw świata w Budapeszcie (1991). Na ostatniej z tych imprez wywalczył również złoty medal w turnieju indywidualnym, pokonując w finale Thorstena Weidnera.
Wywalczył również brązowy medal indywidualnie na mistrzostwach Europy w Linzu w 1993 roku.